# Escucha binaural
La escucha biaural es la que poseen los seres dotados de dos oídos. El sonido biaural es aquel que, siendo grabado con dos micrófonos en una cabeza artificial, intenta crear para el oyente una sensación de sonido 3D similar a la de estar físicamente en la habitación o el lugar donde se producen los sonidos. Se diferencia del estéreo en  que reproduce el sonido en un rango de izquierda a derecha y en profundidad debido a las bocinas traseras al oyente de retardo del surround (sonido envolvente), ya que en estéreo se tienen las dos dimensiones del plano paralelo al piso a la altura de los oídos, y en el sistema biaural se trata de obtener un sonido en las 3 dimensiones con la dimensión agregada de la altura.

## Características
La audición es un proceso complejo. El cerebro humano, para interpretar un sonido, ha de conjugar la información que le llega de ambos oídos.
La información que el cerebro recibe de cada uno de los oídos es diferente —salvo cuando están equidistantes de una fuente—, porque ambos oídos están físicamente separados entre sí por la cabeza. Esta diferencia en la situación de los oídos es la que le permite al cerebro localizar la fuente sonora.
En el sistema auditivo la sensación tridimensional está relacionada con la diferencia de amplitud del espectro sonoro y tiempo que tarda cada oído en recibir el sonido. Es decir, la localización de los sonidos en el espacio se consigue con el procesamiento por separado de la información de cada oreja y con la posterior comparación de fase y nivel de cada frecuencia entre ambas señales. 
Para determinar la dirección del sonido el cerebro tiene en cuenta 3 factores que interactúan:
- El retardo temporal y efecto Haas

- La longitud de onda
- El enmascaramiento

### Retardo temporal
El retardo temporal se debe a que un mismo sonido producido por la misma fuente sonora casi nunca es igual para un oído que para el otro. Esto es fácil de entender. Físicamente nuestros oídos están separados por la cabeza. Esto provoca que las ondas sonoras recorran un trayecto algo más largo antes de alcanzar un oído (el más alejado de la fuente), que el otro (el más próximo). 
El cerebro registra el retardo temporal e informa que el sonido se ha originado a un lado o al otro de la cara. 
El retardo temporal es más evidente cuando se ha producido un sonido por impulso, por ejemplo, un clic o una explosión. 
Relacionado con el retardo temporal hemos de tener en cuenta el efecto Haas.

### Efecto Haas
El efecto Haas describe cómo el cerebro, si el sonido proviene de diversas fuentes, sólo tiene en cuenta aquel sonido que proviene de la fuente más cercana, pero localiza su origen como procedente de algún lugar intermedio entre todas. 
Hay que acotar que el efecto Haas no es más que un efecto psicológico y no debe confundirse con un principio físico. El cerebro tiene, además, capacidad de concentrarse en cualquier sonido particular de la gama que se esté escuchando.

### Longitud de onda
Los sonidos por encima de 1000 Hz (longitud de onda inferior a 30 cm), sólo serán escuchados por uno de los dos oídos. Esto se debe a que la cabeza funciona como una pantalla relativa y evita que una parte del sonido alcance al oído que está situado en el lado opuesto a la dirección del sonido.
A la diferencia de fase provocada por la diferente distancia se suma así la diferencia de intensidad, amplitud o nivel acústico, para facilitar la localización espacial de la fuente sonora.

### Enmascaramiento
Cuando se escuchan dos sonidos de diferente intensidad al mismo tiempo, el fuerte enmascara al suave, que no se oye.

### Espacialización biaural por medio de software
Sennheiser   Ambeo Orbit                                                                                                                           
Rode  Soundfield
Es una tecnología que nos permite romper las barreras del campo estéreo, logrando situar las fuentes de sonido en cualquier lugar de las tres dimensiones del espacio: de frente, atrás, derecha, izquierda, arriba, abajo y cualquier lugar entre ellas. Esto se logra en postproducción por medio de un plugin de audio que emula espacios biaurales, se utiliza dentro de  estaciones de trabajo de audio compatibles con VST´S y Audio Units y no requiere ningún tipo de equipo especial. 
Una vez editado el audio dentro del proceso de mezcla, podemos reproducirlo en cualquier equipo de audio estéreo y basta con utilizar un par de audífonos convencionales para poder tener la experiencia de escucha biaural.
Ejemplos de softwares para la espacialización biaural:

## Micrófonos especializados
Para realizar grabaciones de sonido biaural se utilizan cierto tipo de micrófonos o arreglos de micrófonos, los cuales están orientados en captar una señal estéreo correspondiente a la simulación sensorial del oído izquierdo y derecho, los micrófonos suelen ser omnidireccionales de condensador y normalmente tienen una respuesta de 20Hz a 20kHz, equivalente a la respuesta de sensibilidad de frecuencias de un oído humano adulto promedio, cada señal de audio por lo general se utilizará paneada al extremo tanto izquierdo como derecho para su posterior escucha en audífonos.

### Dummy Heads
La grabación simulada de la cabeza del maniquí (Dummy Head) se basa en una cabeza sintética que cuenta con micrófonos ubicados en cada canal auditivo en la ubicación del tímpano, es un método utilizado para generar grabaciones biaurales emulando la consistencia y forma humana y con ello los fenómenos acústicos que una cabeza humana puede producir en la percepción de ambos oídos con respecto a un mismo sonido. Luego, las pistas escuchadas a través de auriculares permitirán que el oyente escuche desde la perspectiva del muñeco.

#### Neumann KU100

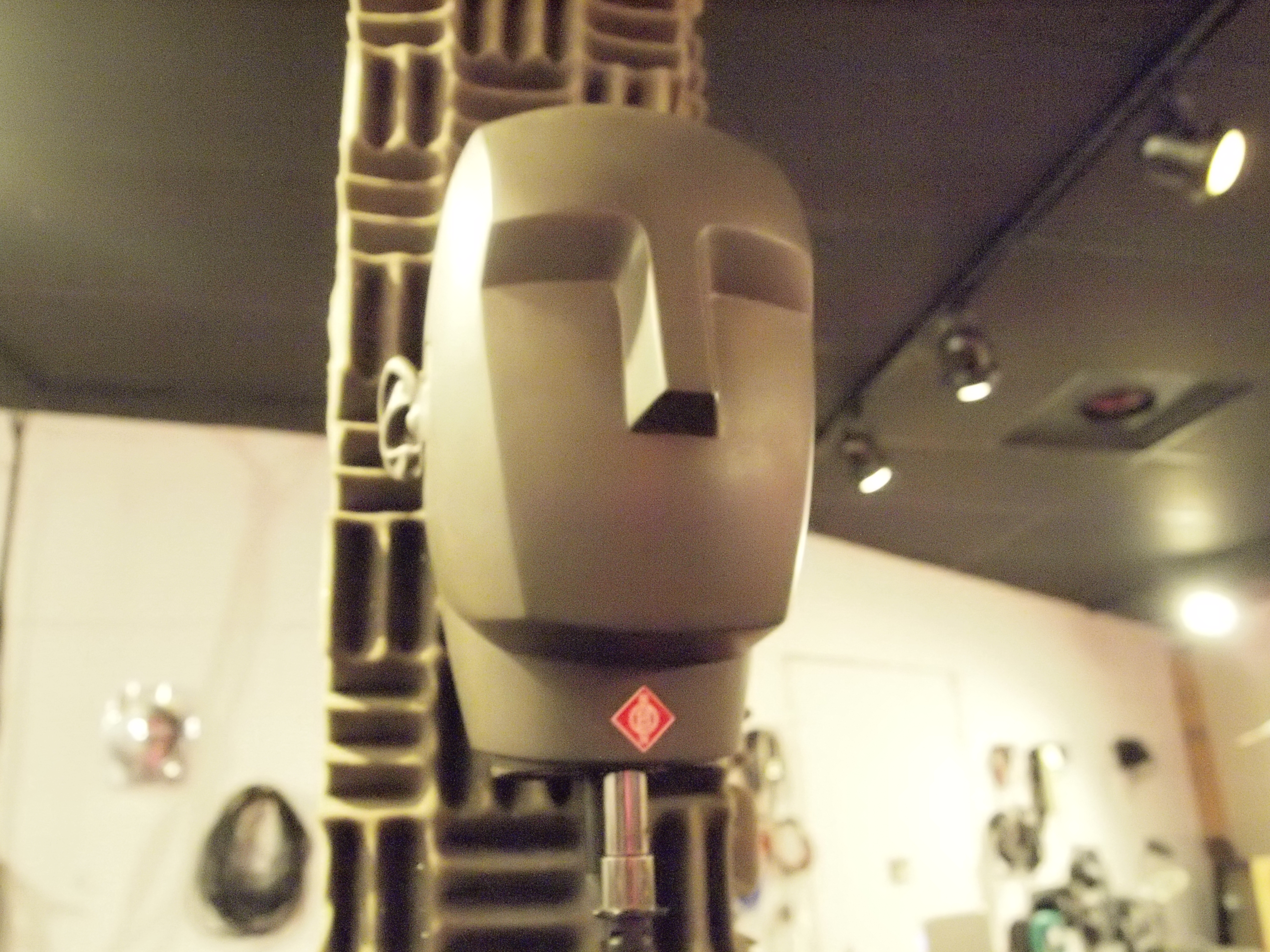
Neumann KU100 biaural microphone

El Neumann KU100 es un micrófono de cabeza simulada utilizado para grabar en estéreo biaural. "Se asemeja a la cabeza humana y tiene dos cápsulas de micrófono incorporadas en los oídos". The Neumann is a commonly used biaural microphone and features use by BBC R&D teams.

### DummyHead + Torso

#### G.R.A.S. Head & Torso Simulator KEMAR (HATS)
KEMAR se inventó inicialmente en colaboración con la industria audiológica para el uso del desarrollo de audífonos, y sigue siendo el estándar de facto para esta industria; sin embargo, desde entonces, el uso de KEMAR se ha extendido a una multitud de otras industrias como: telecomunicaciones, protección auditiva prueba, desarrollo automotriz, etc. " KEMAR está diseñado utilizando una gran investigación estadística lo más cerca posible de las mediciones humanas promedio. El modelo KEMAR también es el único micrófono en esta lista que presenta un torso modelo. Se ha visto que las reflexiones del torso contribuyen considerablemente a la creación de una grabación biaural exitosa.

#### Brüel & Kjær head and torso simulators (HATS)
Diseñado para usarse en pruebas de electroacústica in situ en, por ejemplo, teléfonos, auriculares, dispositivos de audioconferencia, micrófonos, auriculares, audífonos y protectores auditivos. Similar al G.R.A.S. Modelo HATS, estos son simuladores de cabeza y torso (HATS) diseñados para replicar la audición humana lo más cerca posible. 

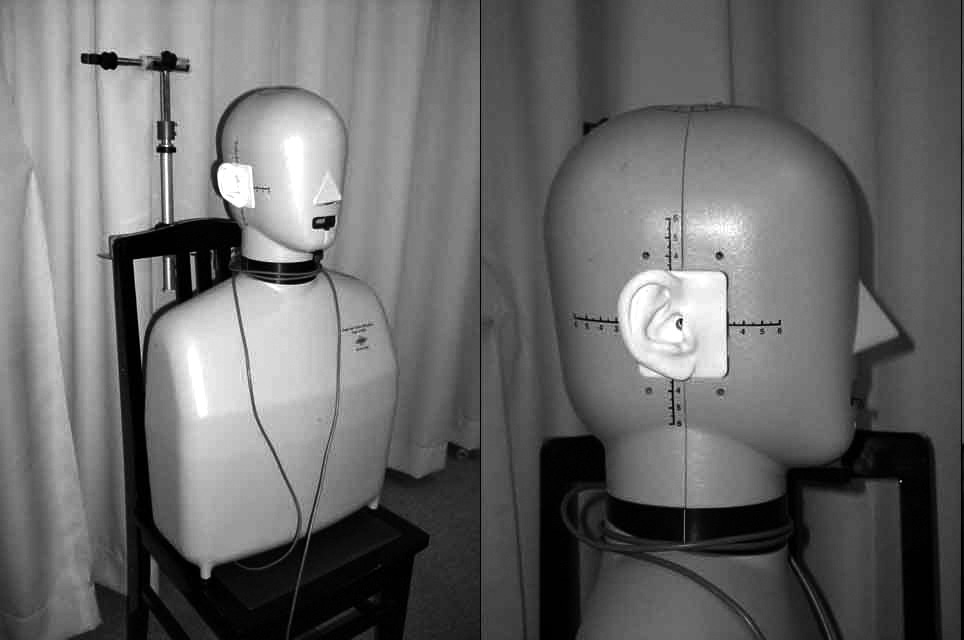
Brüel & Kjær head and torso simulator (HATS)

### Simuladores de Oreja y Oído sin cabeza
Estos diseños prescinden el uso de una cabeza completa aunque conservan la emulación en consistencia y dimensiones de orejas y oído, también en muchos casos mantienen la distancia estándar entre ambos oídos los cuales están sujetos por una estructura muchas veces metálica.

#### 3Dio
La gama 3Dio de micrófonos biaurales presenta dos moldes de silicona para el oído (pinna) separados por 19   cm (cerca de la distancia promedio entre los oídos). Los micrófonos se colocan dentro de la gama de orejas, desde Primo EM172 en los modelos Free Space y Free Space XLR, hasta DPA 4060 en el modelo Pro II. La gama 3Dio es considerablemente más barata que la Neumann KU100, por ejemplo, y, por lo tanto, se usa más a nivel de consumidor a prosumidor. La principal diferencia con los modelos 3Dio en comparación con el KEMAR o KU100 es la ausencia de un modelo de cabeza. El 3Dio se basa completamente en el uso de moldes de pinna para lograr un efecto biaural de la grabación estéreo.

#### ZiBoinic
El ZiBionic One es un micrófono biaural para la grabación ASMR. Las formas y tamaños específicos de un dispositivo de grabación biaural  "afectan el comportamiento, como la absorción, transmisión, reflexión, interferencia, de las ondas acústicas". "De manera similar a 3Dio, ZiBionic no tiene un modelo de cabeza, si no oídos y canal auditivo que permiten la movilidad y la proximidad de objetos alrededor de ellos favoreciendo las grabaciones estimulantes del ASMR (fuente de sonido de corto alcance, por ejemplo, susurro) se pueden detectar de manera más efectiva con las dos cápsulas dentro de los micrófonos con forma de oreja.

#### Sound.Codes Kaan
Kaan es un micrófono biaural DIY para artistas sonoros. Es un modelo impreso en 3D que promedia el canal auditivo humano y la frecuencia de resonancia inherentemente presente en cada ser humano. Debido al factor de forma y peso, facilita la toma de muestras de entornos que de otro modo serían más difíciles con otros micrófonos junto con ADC y grabadoras.
Los micrófonos se colocan exactamente en el tímpano con ayuda del Primo EM 172 y 235 mm, que es la distancia promedio de lóbulo a lóbulo de la oreja. La forma sigmoidea en el canal de Kaan compensa la cabeza faltante en mayor medida.

### Sistemas Portátiles
Los sistemas portátiles son aquellos que buscan sacar ventaja ante los anteriores dispositivos en situaciones de movimiento, puesto que son los más ligeros y se utilizan en los oídos de un humano vivo a manera de auriculares intraurales "in-ears", estos buscan aprovechar la cabeza y orejas del humano operador del micrófono omitiendo la necesidad de cabeza, torso y orejas sintéticas, las cuales en los modelos anteriores representan de 3 a 18 kilogramos más de peso lo que resulta muy poco eficiente para tareas de grabación que requieran movilidad como pueden ser la grabación de paisajes sonoros en movimiento.

#### Hooke Verse
Es un dispositivo biaural relativamente más nuevo que es un conjunto de micrófonos portátiles que se conectan a dispositivos de grabación que utilizan Bluetooth con grabación sin pérdidas. El códec desarrollado permite al usuario capturar audio junto con video. Además, el dispositivo utiliza parabrisas de micrófono para reducir el ruido del viento, un problema común con los dispositivos portátiles y los teléfonos inteligentes.  "Los fabricantes de teléfonos inteligentes enfrentan un doble problema con el ruido del viento. No solo la turbulencia está presente en el flujo de aire en general, sino que la forma rectangular de un teléfono inteligente produce pequeños remolinos a su alrededor."

#### Roland Cs-10EM
El CS-10EM proporciona monitoreo combinado en el oído y grabación biaural, mejorando la comodidad y el desenvolvimiento de la grabación de campo, el dispositivo cuenta con audífonos y micrófonos internos para acceder a monitoreo en tiempo real, así como un sistema aislante en medio de ambos.

#### Sennheiser AMBEO smart Headset
Integra audífono y micrófono, así como también controles a modo de dispositivo manos-libres. Diseñado únicamente para dispositivos Apple iOS, ofrece una grabación dinámica e inteligente, así como también adiciona dispositivos extra para la protección contra ruido de viento y anti-pop. Una función adaptación situacional permite cambiar entre Audición transparente y Cancelación activa de ruido, para amplificar o silenciar el sonido a su alrededor, permitiendo monitoreo de grabación en tiempo real.

### Arreglos de disco
Los arreglos de disco, si bien no fueron pensados para sistemas de captación y reproducción propiamente biaural en un principio sino más bien con un modelo OSS ("Señal estéreo óptima"), son ampliamente compatibles con los sistemas de grabación biaurales y son el principio de varios modelos de micrófonos biaurales posteriores.

#### Disco de Jecklin
Con la finalidad de obtener la llamada "Señal estéreo óptima" de Jürg Jecklin, el Jecklin Disk utiliza dos micrófonos omnidireccionales separados 160 mm (aproximadamente 6 pulgadas), separados por un disco plano acústicamente absorbente de 300 mm (aproximadamente 12 pulgadas) de ancho. Este soporte para micrófono se ha denominado "Jecklin Disk".

#### Disco de Schneider
Una variante del Disco de Jecklin es el disco de Schneider . Este agrega una esfera cubierta de espuma al centro del disco, imitando mejor las características de absorción de la cabeza humana.
Diferencias entre ambos: Ambos proporcionan imágenes estéreo excelentes cuando se reproducen en los altavoces. El disco Schneider proporciona una aproximación ligeramente mejor de una grabación biaural cuando se reproduce con auriculares. Recomendamos el disco Schneider para grupos de cámara, bandas de rock y coros pequeños. Mientras se recomienda el Disco Jecklin para orquestas, coros y ensambles más grandes y potentes.